# Eustace Cecil
Lord Eustace Brownlow Henry (Gascoyne-) Cecil (24 avril 1834 - 3 juillet 1921) est un homme politique britannique du Parti conservateur.

## Biographie
Il est le plus jeune fils de James Gascoyne-Cecil (2e marquis de Salisbury) par sa première femme, Frances Gascoyne, et fait ses études à Harrow et au Collège militaire de Sandhurst. Il sert avec les Coldstream Guards pendant la guerre de Crimée de 1855 à 1856, atteint le grade de lieutenant-colonel en 1861 et se retire de l'armée en 1863. Le 18 septembre 1860, il épouse lady Gertrude Scott (la quatrième fille de John Scott, deuxième comte d’Eldon) et ils ont trois enfants: Evelyn Cecil (1er baron Rockley) (1865-1941), Algernon (1879-1953) et Blanche Louise (1872-1945).
Son livre intitulé Impressions de la vie, en Angleterre et à l'étranger est publié en 1865 par Hurst et Blackett, 13 Great Marlborough Street, Londres. Le livre est une collection de documents parus à l'origine dans le Medley de St. James. Lord Eustace est préoccupé par "l'amélioration morale et matérielle de la population vagabonde fréquentant nos grandes villes". Le livre décrit la vie de minuit à Londres et à New York. Il donne également une comparaison et une description de la discipline dans les prisons française et anglaise. Le livre décrit également une "Quinzaine à Hati" et "Un tour à Barbarie".